# Delosperma brevisepalum
Delosperma brevisepalum är en isörtsväxtart som beskrevs av L. Bol.. Delosperma brevisepalum ingår i släktet Delosperma, och familjen isörtsväxter. Inga underarter finns listade i Catalogue of Life.